# Omologazione (chimica)
In chimica, l'omologazione è una reazione che permette l'allungamento della catena dello scheletro carbonioso di un dato reagente in modo da ottenere, solitamente tramite l'aggiunta di un semplice gruppo -CH2-, il composto che segue nella serie omologa.
Alcuni esempi di omologazioni sono la sintesi di Kiliani-Fischer dei carboidrati e la reazione di Wittig per la sintesi degli alcheni.